# インター3
インター3は、自転車部品メーカーシマノが製造している自転車用内装型変速機である。一般に内装3段変速や3段変速と呼ばれ、国内の内装3段変速の大半を占める。

## 構造
インター3は自転車後輪のハブ部分に内蔵されている。内装変速機の大きな特徴である、車輪が停止した状態でのギアチェンジが可能である。変速は内部にある遊星歯車機構の歯車によって行われ、1段変速すると車輪から「コンッ」と言う音がする。また、専用のグリスが充填されている為、メンテナンス期間は長めであるが、メーカーは初回は1000km、その後は1年又は2000km毎に専用メンテナンスオイルと専用グリスによるメンテナンスを推奨している。バンドブレーキ、サーボブレーキ用のものと、ローラーブレーキ用があり、スポーク組立部の形状が違う。また、コースターブレーキが内蔵されているものもある。

## 見分け方
後輪ハブの変速機部分に「SHIMANO INTER3、NEXUS」と書かれたシールが貼られている。以前はゴールドの色だったが、現在はオレンジの色のシールを貼っている。変速機能無しと比較して後輪ハブが大きい（太い）のも特徴である。変速シフター部分は、変速機では定番のハンドル内蔵レボシフト式と、指先で簡単に変速できるピアノタッチ式の2種類がある。

## ギア比
- 1速 0.733（11/15）
- 2速 1.00（直結）
- 3速 1.36（15/11）

## 搭載車
メンテナンスフリーの特徴を生かし軽快車、シティサイクル、折り畳み自転車など、街でよく見かける自転車によく採用されている。特にハブモーター方式以外の電動アシスト自転車には高い確率で搭載されている。

## その他
- 新型のインター3は走行中トルクを掛けながらでも変速できるが、あまり強いトルクをかけながら変速してはいけない。故障の原因となったり、ギヤが変わる際の回転の変動でペダルを踏み外す危険もある。旧型のものはトルクを掛けながらの変速は出来ない。
- 直結より速い側に設定していると、走行中にフリーにしていなくても「チッチッチッチッ」というラチェット音がする。これはいわゆるオーバードライブ状態（入力の回転数より出力の回転数の方が多い）により、構造上ラチェットが作動するためで、故障ではない。
- 納車時のグリス不足や長期間の使用等によりグリスがなくなり、内部の機構に異常（故障）が見られる事が稀にある。その際自転車屋によっては、内部ユニットを分解・洗浄・グリスアップを行う場合があるが、殆どの場合、分解せずに一式交換する場合が多い。
- メンテナンスフリーであるものの、メーカーでは性能保持の為、2年に1回もしくは頻繁に使用する場合5000kmごとを目安に販売店にてグリスアップすることを推奨している。